# THE サウンドノベル
『THE サウンドノベル 』（ザ・サウンドノベル）は、2000年7月13日に日本のディースリー・パブリッシャーから発売されたPlayStation用アドベンチャーゲーム。
同社の『SIMPLE1500シリーズ』第31作目。主人公の高橋誠一が友人に招かれた山中の館で事件に巻き込まれるというストーリーのサウンドノベル形式の作品。各キャラクターの台詞が男女で色分けされている事が特徴。
開発はオー・パーツが行い、ディレクターはスーパーファミコン用ソフト『学校であった怖い話』（1995年）を手掛けた頓宮勝弘、シナリオはスーパーファミコン用ソフト『晦-つきこもり』（1996年）を手掛けた早川奈津子、音楽はスーパーファミコン用ソフト『幕末降臨伝ONI』（1996年）を手掛けた根本一朗が担当している。
2010年にはPlayStation 3およびPlayStation Portable用ソフトとしてゲームアーカイブスにて配信された。

## ゲーム内容
本作のタイトルは「THE サウンドノベル」だが、収録されているシナリオには「闇き森の果て（くらきもりのはて）」というタイトルが付いている。
グラフィックは全てCGで、人物はシルエットで表現されている（男性は青、女性は赤。主人公は表示されない）。
各キャラの台詞は、主人公は白、他の男性キャラは青、女性はピンクで色分けされている。
結末は複数用意されているが、隠し要素などは一切ない。

## ストーリー
青年・高橋誠一は、マイカーで山中にある館「元条邸」に向かっていた。そこで住み込みで働いている友人・吉崎結衣に、迎えに来て欲しいと頼まれたからだ。
しかし館に到着した途端、銃声が響き、彼の車はタイヤをパンクさせられてしまう。やむなく館に宿泊することになった彼だが、夜中に事件が起こり…。

## 登場人物
高橋誠一主人公。名前は変更可能。男性だが、年齢や職業は不明。一人称は「俺」。
吉崎結衣ヒロイン。名前は変更可能。やはり年齢は不明。山奥にある館「元条邸」にて、半年前から住み込みの家庭教師をしており、館の人々からは「先生」と呼ばれている。
高橋とは仲の良いグループの1人。顔は可愛く、性格もしっかりしているため、仲間内でも人気は高かった。ある日、突然高橋に「休暇を貰ったから迎えに来て欲しい」と手紙をよこす。
学校では郷土史を学んでいたらしい。
堀切しのぶ家政婦協会に所属する少女。外見は高校生ぐらいだが、年齢は不明。元条邸に派遣されることになり、高橋と同じ日に館を訪れた。髪型はツインテール。
芯のしっかりした性格で、家事もそつなくこなす。地声が大きい。
権堂（ごんどう）会社社長である中年男性。館を売ろうと企む三輪隆司に招かれ、秘書の里恵と共に館にやってきた。ガキ大将のような性格で、いつも文句ばかり言っては里恵に窘められている。
長江里恵（ながえ りえ）権堂の女性秘書。化粧は派手だが掛け値なしの美人。小柄だがプロポーションも良い。権堂の無神経な言動をフォローする、有能な秘書。
警察官高橋が元条邸に向かう途中にであった男性警官。気の良い性格。彼との会話中、主人公とヒロインの名前を入力することになる。

### 元条邸の人々
元条朔子（げんじょう さくこ）元条家の当主である老婆。外見は60代だが、実年齢は不明。孫以外のキャラクター達からは「朔子様」と呼ばれており、なぜか高橋もいちいち「様」を付けて呼ぶようになる。
性格は誰に対しても厳格で、凛とした口調で話す。
元条真彩（げんじょう まあや）16歳。朔子の孫娘。学校には行かず、屋敷で家庭教師の結衣から勉強を学んでいる。学力は高く、人の名前を覚えるのも得意。
初対面の高橋にも気さくに接するが、勝気で、妹や叔父には露骨な嫌悪感を示している。
元条彩乃（げんじょう あやの）真彩の双子の妹。やはり学校には行っていない。学力は真彩よりも更に高いらしい。外見は姉と瓜二つで、2人揃うと若干顔付きの違いがわかる程度。
性格は姉とは逆に内に篭りがちだが、やはり姉にははっきりと嫌悪感を示す。
元条香穂子姉妹の母だが、なぜか食事の際に姿を見せなかった。その理由とは…。夫の隆征（たかゆき）とは、既に死別している。
三輪隆司（みわ たかし）元条隆征の弟で、崩れた喋り方をする遊び人風の男。館を売りに出そうと狙っており、見積もりのために権堂を呼び寄せた。酒飲みの女好きで、他の住人達は勿論、結衣からも徹底的に嫌われている。
榊館の執事を務める初老の男。料理も担当している。慇懃に振舞い、元条家の人間には忠実に尽くす。
千晶館のメイド。常に無表情で、感情を表に出さない。長身で、手足が長い。

## 移植版
| No. | 発売日        | 対応機種                                                 | タイトル                                     | 開発元       | 発売元                       | メディア                            | 型式 | 備考 | 出典              |
| --- | ------------- | -------------------------------------------------------- | -------------------------------------------- | ------------ | ---------------------------- | ----------------------------------- | ---- | ---- | ----------------- |
| 1   | 2010年3月10日 | PlayStation 3 PlayStation Portable (PlayStation Network) | SIMPLE1500シリーズ Vol.31 THE サウンドノベル | オー・パーツ | ディースリー・パブリッシャー | ダウンロード （ゲームアーカイブス） | -    |      | [ 1 ] [ 2 ] [ 3 ] |

## スタッフ
- シナリオ：早川奈津子
- ディレクション：頓宮勝弘
- グラフィック：岡山憲一、山口奈津江、小野剛
- プログラム：森勇人
- サウンド：根本一朗
- スペシャルサンクス：越谷勝治、濱本浩志、川上俊則、伊藤真也

## 評価
ゲーム誌『ファミ通』の「クロスレビュー」では5・7・6・6の合計24点（満40点）となっている。レビュアー4名の内2名は低価格である事を肯定的に評価したが、ストーリー展開やBGMなどの演出面に関して否定的な意見が多く挙げられ、本田慈庵は「中盤から展開が早くなるとそれなりに引き込まれる」としながらも、展開が淡泊でありもう少し仕掛けが必要であると主張した他、BGMなどの演出面が弱いと指摘、酒井K太は「1500円とは思えないボリューム」としながらもストーリー展開がオーソドックスである事から「悪くはないけど飛び抜けた部分もない」と指摘、奥村キスコは読み進めるうちに惹きつけられるとしながらも、効果音や音楽に安っぽさが漂うと指摘、羽田隆之は撃速モードは快適であるとしながらも、選択肢の結果がダイレクトに反映されない事や、プレイ内容がデータ保存できない事から達成度が分からない事に苦言を呈した。